# Dendrobium latoureoides
Dendrobium latoureoides är en orkidéart som först beskrevs av Rudolf Schlechter, och fick sitt nu gällande namn av Johannes Jacobus Smith. Dendrobium latoureoides ingår i släktet Dendrobium, och familjen orkidéer. Inga underarter finns listade i Catalogue of Life.